# Römer (verre)
Pour les articles homonymes, voir Römer et Roemer.

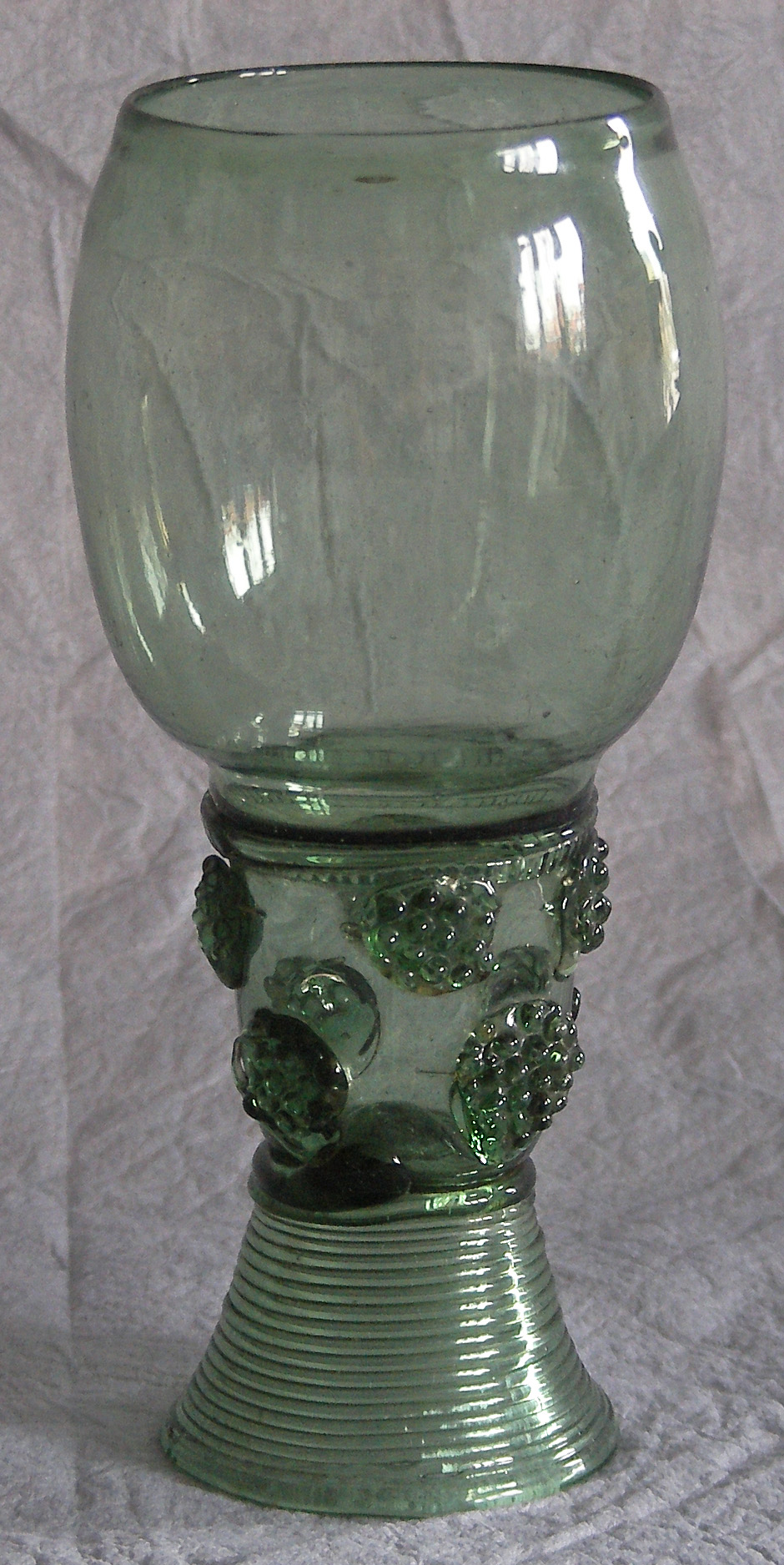
Römer du XVIIe siècle, fabriqué en Allemagne ou aux Pays-Bas. Sur la partie centrale, des pastilles décorent le verre.

Un römer (également graphié roemer, selon la dénomination allemande correspondant à « Romain ») est un verre traditionnel d'Europe centrale, souvent utilisé  pour le vin. Sa capacité est de 0,2 ou 0,25 litre. Il prend sa source dans la fabrication du verre à l'aide du carbonate de potassium du Moyen Âge central jusqu'à l'époque moderne ; à l'époque, les produits verriers sont généralement verdâtres, du fait de la présence d'oxydes ferreux (waldglas).
Au XIXe siècle, à l'ère de l'historicisme, le récipient à boire du style « vieux-allemand », désormais produit industriellement, revient à la mode. Jusqu'à aujourd'hui, les römer sont très répandus, notamment dans la restauration.